# Oliver Rasmussen
Pour les articles homonymes, voir Rasmussen.
Oliver Rasmussen, né le 6 novembre 2000 à Grasse (Alpes-Maritimes), est un pilote automobile franco-danois évoluant sous licence danoise. En 2022, il participe au championnat de Formule 3 FIA avec l'écurie italienne Trident.

## Biographie

### Découverte de la monoplace en Formule 4 (2018-2019)
Après des débuts prometteurs en karting, Oliver Rasmussen découvre la monoplace en 2018, en rejoignant le championnat d'Italie de Formule 4. Avec Jenzer Motorsport, il connaît une première saison assez tourmentée, marquée par sept abandons, et n'inscrit que quatre points, sur le circuit de Misano. Il termine 24e du championnat.
En 2019, Oliver Rasmussen se lance dans un double programme avec Prema Racing. Il se réengage en Formule 4 italienne et améliore ses résultats, avec de nombreuses entrées dans les points. Lors de la dernière manche à Monza, il obtient ses deux meilleurs résultats de l'année avec deux troisièmes places. Il achève la saison au 7e rang. En parallèle, Oliver Rasmussen est engagé dans le championnat d'Allemagne de Formule 4, où il obtient ici aussi deux podiums. Il termine 12e du classement des pilotes.

### Formule Régionale (2020)
Début 2020, Oliver Rasmussen participe au Toyota Racing Series avec mtec Motorsport by R-ace GP, en Nouvelle-Zélande. Avec deux podiums, il termine 11e du championnat.
Il retrouve ensuite Prema Racing pour disputer le championnat d'Europe de Formule Régionale. Sa saison commence notamment par un triple podium à Misano, dont une victoire dès la première course. Il remporte un total de six courses, s'adjuge cinq pole positions et monte treize fois sur le podium. Il termine finalement 3e du championnat avec 243 points, à égalité avec Arthur Leclerc et seize points derrière le champion Gianluca Petecof, ses deux équipiers chez Prema.

### Formule 3 FIA (2021-2022)

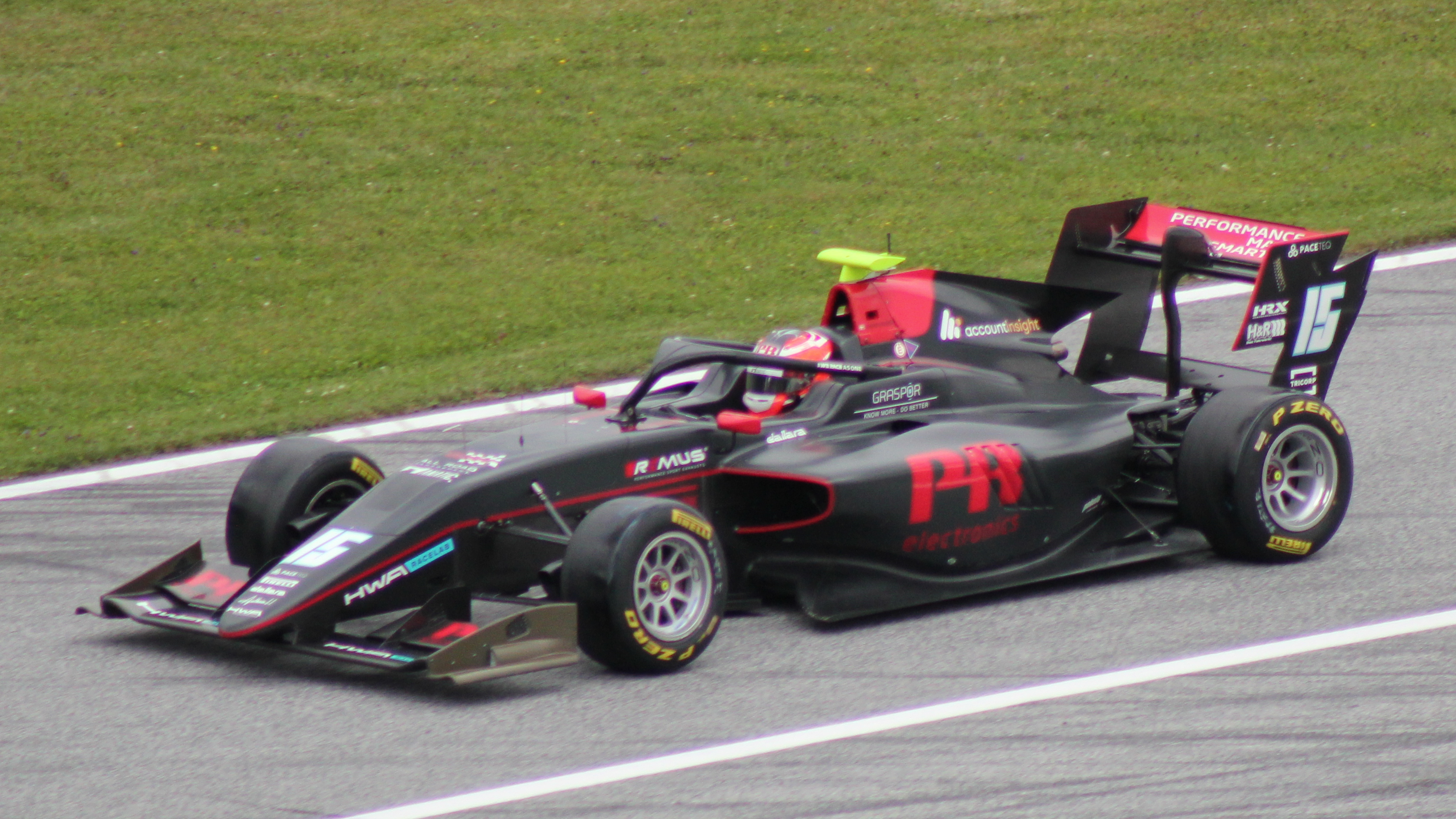
Oliver Rasmussen en Formule 3 FIA en 2021.

En 2021, Oliver Rasmussen rejoint le championnat de Formule 3 FIA avec HWA Racelab. Il ne marque aucun point avec son écurie et termine 24e du championnat, son meilleur résultat étant une 12e place obtenue sur la deuxième course de l'épreuve de Zandvoort. À la suite de cette saison décevante, il quitte le championnat.
Initialement sans volant pour la saison 2022, l'écurie Trident annonce finalement le recrutement de Rasmussen le 4 avril, après la première manche de la saison, pour remplacer au pied levé Jonny Edgar, qui doit mettre un terme prématuré à sa saison à cause de graves problèmes de santé.

## Carrière

### Résultats en monoplace
| Saison    | Championnat                          | Écurie                      | Courses | Victoires | Pole positions | Meilleurs tours | Podiums | Points | Classement |
| --------- | ------------------------------------ | --------------------------- | ------- | --------- | -------------- | --------------- | ------- | ------ | ---------- |
| 2018      | Championnat d'Italie de Formule 4    | Jenzer Motorsport           | 20      | 0         | 0              | 0               | 0       | 4      | 25e        |
| 2019      | Championnat d'Italie de Formule 4    | Prema Powerteam             | 21      | 0         | 2              | 1               | 2       | 126    | 7e         |
| 2019      | Championnat d'Allemagne de Formule 4 | Prema Powerteam             | 20      | 0         | 0              | 0               | 2       | 76     | 12e        |
| 2020      | Toyota Racing Series                 | mtec Motorsport by R-ace GP | 15      | 0         | 0              | 1               | 2       | 158    | 11e        |
| 2020      | Formule Régionale Europe             | Prema Powerteam             | 22      | 6         | 5              | 3               | 13      | 343    | 3e         |
| 2021      | Formule 3 FIA                        | HWA Racelab                 | 20      | 0         | 0              | 0               | 0       | 0      | 24e        |
| 2022      | Formule 3 FIA                        | Trident                     | 4       | 0         | 0              | 0               | 0       | 4      | 22e        |
| 2023-2024 | Asian Le Mans Series                 | Duqueine Team               | 3       | 0         | 0              | 0               | 0       | 6      | 15e        |
| 2025      | Super Formula                        | Team Impul                  | 4       | 0         | 0              | 0               | 0       | 0      | 20e        |

### Résultats enchampionnat du monde d'endurance FIA
| Année | Écurie          | Châssis     | Moteur                     | Classe   | 1       | 2        | 3        | 4      | 5     | 6      | 7     | 8     | Position | Points |
| ----- | --------------- | ----------- | -------------------------- | -------- | ------- | -------- | -------- | ------ | ----- | ------ | ----- | ----- | -------- | ------ |
| 2022  | Jota Sport      | Oreca 07    | Gibson GK428 4,2 l V8 Atmo | LMP2     | SEB 5   | SPA Abd. | LMS 3    | MON 10 | FUJ 3 | BAH 7  |       |       | 8e       | 70     |
| 2023  | Jota            | Oreca 07    | Gibson GK428 4,2 l V8 Atmo | LMP2     | SEB 5   | POR 7    | SPA 9    | LMS 9  | MON 1 | FUJ 6  | BAH 3 |       | 6e       | 84     |
| 2024  | Hertz Team Jota | Porsche 963 | Porsche 9RD 4,6 l V8 Atmo  | Hypercar | QAT Nc. | IMO 11   | SPA Abd. | LMS 9  | SAO 7 | COA 10 | FUJ 6 | BAH 7 | 19e      | 28     |

### Résultats aux24 Heures du Mans
| Année | Équipe          | no | Châssis     | Moteur                 | Pneus    | Catégorie | Équipiers                                  | Tours | Résultat général | Résultat catégorie |
| ----- | --------------- | -- | ----------- | ---------------------- | -------- | --------- | ------------------------------------------ | ----- | ---------------- | ------------------ |
| 2022  | Jota Sport      | 38 | Oreca 07    | Gibson GK428 4,2 l V8  | Goodyear | LMP2      | Jonathan Aberdein Ed Jones                 | 368   | 7e               | 3e                 |
| 2023  | Jota            | 28 | Oreca 07    | Gibson GK428 4,2 l V8  | Goodyear | LMP2      | Pietro Fittipaldi David Heinemeier Hansson | 316   | 24e              | 13e                |
| 2024  | Hertz Team Jota | 38 | Porsche 963 | Porsche GK428 4,6 l V8 | Michelin | Hypercar  | Jenson Button Phil Hanson                  | 311   | 9e               | 9e                 |